# Gudsberga kloster
Gudsberga kloster är ett före detta cisterciensiskt munkkloster i Husby socken i nuvarande Hedemora kommun (Dalarnas län) i Dalarna. 

## Historik
Klostret grundades 1486 genom en gåva från häradshövdingen över Dalarna, riddaren Ingel Jönsson Hjorthorn, och hans hustru Birgitta Sonedotter. Det kom att bli Sveriges sista munkkloster av Cisterciensorden samt Dalarnas enda kloster. Gudsberga kloster kom att bli ett tämligen rikt sådant; förutom gods och gårdar hade man även hyttor och andelar i gruvor. Redan 1527 började emellertid verksamheten avvecklas i och med att klostret drogs in genom kung Gustav Vasas reduktion till kronan. Gudsberga bortförlänades 1538 och 1544 befallde Gustav Vasa att silvret skulle sändas till Stockholm. 

## Idag
Idag är klostret en delvis utgrävd ruin belägen i orten Kloster och ingår i ekomuseet Husbyringen. Den treskeppiga klosterkyrkan av sten med polygonalt kor utgrävdes 1959–1961 och mäter 21 x 44 meter, vilket var större än moderkyrkan i Alvastra. Kyrkobyggnadens planform avviker från cisterciensernas gängse planformer och anses inte ha varit byggd med den omsorg som annars kännetecknar cisterciensisk byggnadskonst. De konventsbyggnader som fanns tycks inte ha blivit uppförda i sten, då några sådana grunder inte påträffats.